# Wanda (Sage)

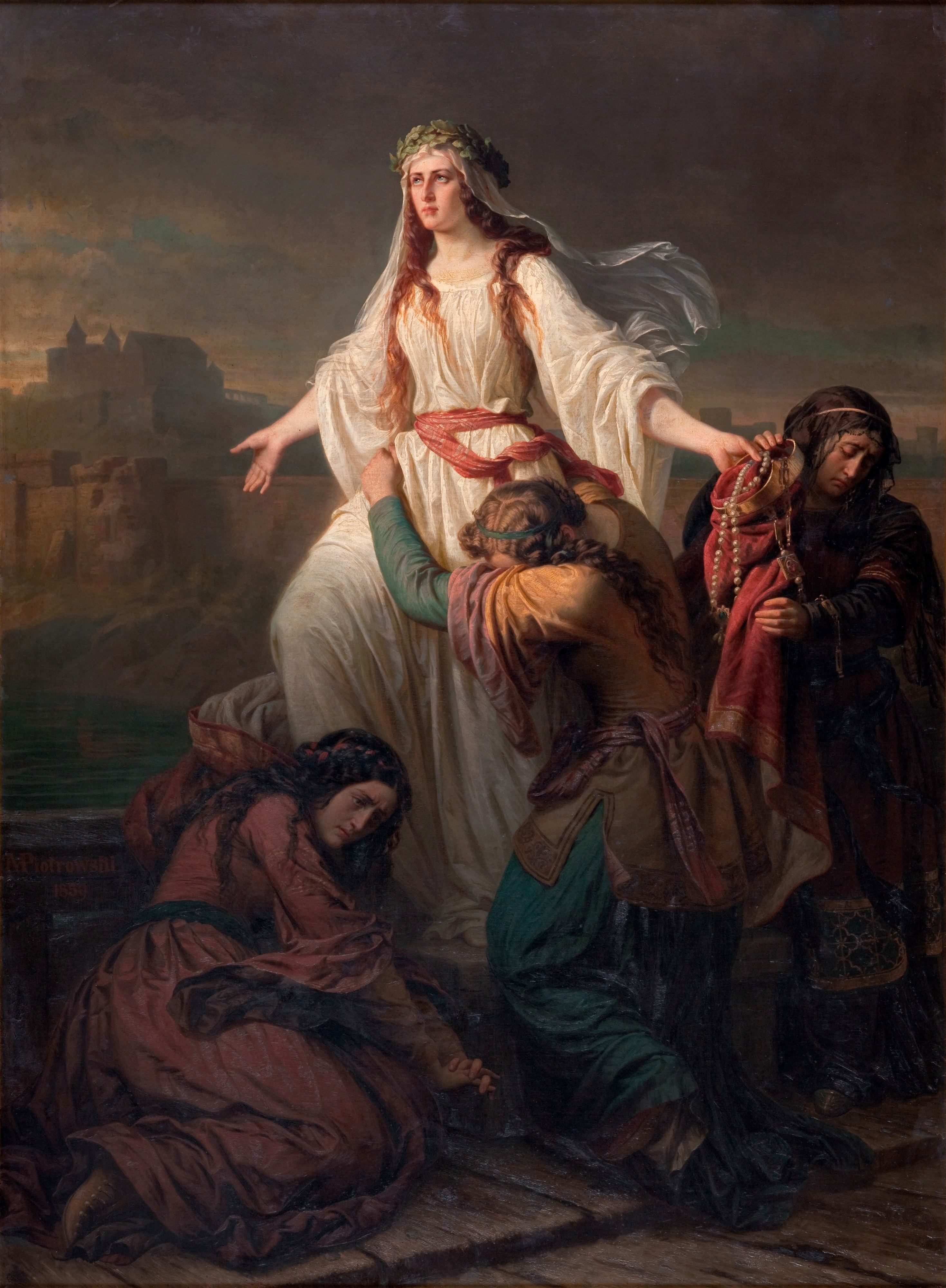
Tod der Prinzessin Wanda von Maksymilian Antoni Piotrowski, 1859

Die Sage von Prinzessin Wanda wurde im 12./13. Jahrhundert von Wincenty Kadłubek geschrieben, wobei Historiker annehmen, dass er die Sage erfunden hat.

## Sage
Wanda war der Sage nach die Tochter (oder Enkelin) des Krakauer Herzogs Krak und soll um 700 über die Polen geherrscht haben.
In Kadłubeks Sage regierte Vanda (Wanda) über weites Land bei dem nach ihr benannten Fluss Vandalus und alle dort wohnenden Menschen wurden Vandalen genannt. Laut Kadłubek erreichte Wanda ein langes Leben, nachdem sich der deutsche Fürst, den sie heiraten sollte, aber nicht wollte, selbst getötet habe.
Jan Długosz änderte die Sage und schrieb, dass ein deutscher Fürst Rüdiger, dem sie ihrem Gelübde beständiger Keuschheit gemäß die Hand verweigert hatte, Polen mit Krieg überzog. Sie besiegte ihn zwar, stürzte sich aber in die Weichsel, um Polen vor weiteren Kriegen zu bewahren.

## Rezeption
Noch heute wird der Hügel Mogiła bei Krakau als Wandas Kurgan (polnisch Kopiec Wandy) bezeichnet.
Die Sage gehörte zu den Gründungsmythen der polnischen Adelsrepublik, nach den Polnischen Teilungen blieb sie nationaler Mythos. Sie war um 1800 auch im deutschen Sprachraum überaus populär. Sie ist von mehreren polnischen Dichtern aufgegriffen worden, darunter Cyprian Norwid und Zygmunt Krasiński. Ebenso schrieb Zacharias Werner ein Drama Wanda. Auch Antonín Dvořáks Oper Wanda basiert auf dem Sagenstoff.
Der Slawist Aleksander Brückner kam zu dem Ergebnis, dass die Sage eine Erfindung von Vincentius Kadłubek gewesen sei: „Nur ein einziger von allen Einheimischen und Fremden, die sich je mit polnischer Urgeschichte beschäftigt haben, hat das Richtige eingesehen, der Lemberger Erzbischof Gregor von Sanok im XV. (!!) Jahrh. […] [Er hat] die Angabe des mag. Vincentius zurückgewiesen […] Gregor erkannte richtig, dass allein die falsche Gleichung Poloni = Vandali den mag. Vincentius zur Ansetzung seiner Vanda verführt hatte und wies sie folgerichtig ab; alle seine Nachfolger sind weniger vorsichtig gewesen und haben nur Irrthümer auf Irrthümer gehäuft.“ Vincentius Kadłubek habe die Legenden erfunden, um den Mangel an einer eigenen geschichtlichen Tradition der Polen auszugleichen.